# Mottes castrales de la Tour-Saint-Austrille
Les mottes castrales de la Tour-Saint-Austrille (ou mottes féodales) sont un ensemble de mottes castrales situées à Saint-Dizier-la-Tour, en France.

## Localisation
Le site castral est situé dans le département français de la Creuse, sur la commune de Saint-Dizier-la-Tour, au village de La Tour-Saint-Austrille, commune réunie à Saint-Dizier en 1848.
A proximité, il y a un étang et le moulin du prieuré ainsi que l'église Saint-Michel de la Tour-Saint-Austrille.

## Historique
Deux chartes du cartulaire de Saint-Étienne de Limoges mentionnent le site dès 957-958 et citent en ce lieu un certain Droctricus détenteur d'un alleu appelé La Tour. 
Ces mottes, fouillées en 1865, par M. de Cessac ont livré d'importants vestiges. Au cœur de chacune des buttes ont a découvert la présence de chambres ou fosses rectangulaire (l'une de 11,5 mètres sur 5) dans lesquelles fut retrouvé des traces de cendre, de roche rubéfiée, de granit vitrifié, d'objet en fer fondu… Ces chambres profondes sont interprétées comme un souterrain où l'on peut y voir soit un caveau à incinération soit la substruction d'une tour en bois incendiée aux XIIe et XIIIe siècles, ou encore un processus de vitrification destiné à renforcer le cœur de la motte à l'instar des fortifications de l'Âge du Bronze ou de l'Âge du Fer,.
Dégagé et mis en valeur en 2012, le site est maintenant ouvert au public.

## Description
Le site est formé de deux mottes jumelles ceintes d'un fossé et d'un talus communs, d'une plate-forme qui peut être considérée comme une basse-cour et des vestiges d'une troisième motte, également cerné d'un fossé, plus importante, située à l'ouest de la basse-cour. Le cadastre de 1810 témoigne de la présence d'une chapelle Saint-Austrille sur la plate-forme. Certains pensent que la plate-forme fut occupée par une église fondée au Xe siècle et une nécropole, siège d’une collégiale puis d’un prieuré (1095) dépendant de l’abbaye bénédictine de Déols[réf. nécessaire]. La présence d'une quatrième motte sur le site est attestée par un terrier de 1520, et qui mentionne l'étang encore visible au sud de l'ensemble.
Les trois mottes castrales dont deux très bien conservées s’étendent sur une superficie d’environ 4 ha et se composent de trois tertres : au sud, une motte principale dominant l’ensemble ; au nord, deux petites buttes mitoyennes, distantes de 4,50 m et séparées par un cours d’eau, la Goze ; au centre, une vaste plateforme surélevée.

## Protection aux monuments historiques
Les parcelles sur lesquels se dressent les mottes, avec les vestiges antiques et médiévaux qu'elles contiennent sont inscrites au titre des monuments historiques par arrêté du 4 février 2020.